# Elizabeth McGovern

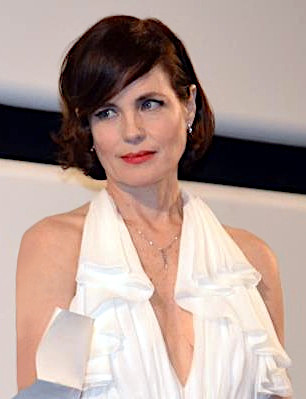
Elizabeth McGovern bei den Filmfestspielen von Cannes 2012

Elizabeth McGovern (* 18. Juli 1961 in Evanston, Illinois) ist eine US-amerikanische Schauspielerin.

## Leben
Elizabeth McGovern kam mit ihrer Familie nach Los Angeles, als ihr Vater dort Jura-Professor wurde. Bereits auf der High School wirkte sie in Theaterstücken mit. Ihr Leinwanddebüt gab sie 1980 in dem Film Eine ganz normale Familie von Robert Redford. Für ihren Auftritt in Ragtime von Miloš Forman wurde sie 1982 für einen Oscar für die beste weibliche Nebenrolle nominiert. In Sergio Leones Es war einmal in Amerika (1984) verkörperte sie Deborah, die Jugendliebe der Hauptfigur „Noodles“ (dargestellt von Robert De Niro). Von 2010 bis 2015 war sie in der britischen Fernsehserie Downton Abbey in der Rolle der Cora Crawley zu sehen.
Neben ihrer Filmkarriere arbeitet McGovern auch als Theaterschauspielerin.
Elizabeth McGovern ist zudem Sängerin und Songtexterin. Mit ihrer Band Sadie and the Hotheads trat sie 2008 erstmals öffentlich auf. Die Gruppe hat ein Album veröffentlicht, dessen Songs McGovern mit den Nelson Brothers entwickelt hat, die jetzt Teil der Band sind. Michelle Dockery, die in der Fernsehserie Downton Abbey ihre Tochter spielt, hat ebenfalls gelegentlich bei Live-Auftritten mit der Band gesungen.
Seit 1992 ist McGovern mit dem Filmproduzenten und Regisseur Simon Curtis verheiratet, mit dem sie zwei Kinder hat.

## Filmografie (Auswahl)
- 1980: Eine ganz normale Familie (Ordinary People)
- 1982: Ragtime
- 1983: Lovesick – Der liebeskranke Psychiater
- 1984: Die Zeit verrinnt, die Navy ruft (Racing with the Moon)
- 1984: Es war einmal in Amerika (Once Upon a Time in America)
- 1987: Dear America – Briefe aus Vietnam (Dear America: Letters Home from Vietnam) (Stimme von Me)
- 1987: Das Schlafzimmerfenster (The Bedroom Window)
- 1988: She’s Having a Baby
- 1989: Johnny Handsome – Der schöne Johnny (Johnny Handsome)
- 1990: Mord mit System (A Shock to the System)
- 1990: Die Geschichte der Dienerin (The Handmaid’s Tale)
- 1990: Julia und ihre Liebhaber (Tune in Tomorrow…)
- 1993: König der Murmelspieler (King of the Hill)
- 1994: The Favor – Hilfe, meine Frau ist verliebt! (The Favor)
- 1995: Ein Richter rechnet ab (Broken Trust, Fernsehfilm)
- 1995: If Not for You (Fernsehserie, 8 Folgen)
- 1997: Wings of the Dove – Die Flügel der Taube (The Wings of the Dove)
- 1998: Lieber gestern als nie … (The Man with Rain in His Shoes; Lluvia en los zapatos)
- 2000: Manila
- 2000: Haus Bellomont (The House of Mirth)
- 2001: Buffalo Soldiers
- 2001: Hawkins (Fernsehfilm)
- 2003: Thursday the 12th (Fernsehfilm)
- 2006: The Truth
- 2006: Three Moons Over Milford (Fernsehserie, 8 Folgen)
- 2007: Law & Order: Special Victims Unit (Fernsehserie, Folge 9x05)
- 2007: Daphne (Fernsehfilm)
- 2008: Agatha Christies Poirot: Der Tod wartet (Appointment with Death)
- 2008: Inconceivable
- 2009: Freezing (Fernsehserie, 3 Folgen)
- 2010: Kampf der Titanen
- 2010: Kick-Ass
- 2011: Angels Crest
- 2010–2015: Downton Abbey (Fernsehserie, 52 Folgen)
- 2012: Cheerful Weather for the Wedding
- 2015: Unexpected
- 2015: Die Frau in Gold (Woman in Gold)
- 2015: Swinger: Verlangen, Lust und Leidenschaft (Swung)
- 2016: Showing Roots
- 2017: Die Frau des Nobelpreisträgers (The Wife)
- 2018: The Commuter
- 2019: The Chaperone
- 2019: A Name Without a Place
- 2019: Downton Abbey
- 2019–2021: Krieg der Welten (War of the Worlds, Fernsehserie, 9 Folgen)
- 2022: Downton Abbey II: Eine neue Ära (Downton Abbey: A New Era)